# Menino do Acre

Pintura presente no quarto de Bruno Borges, mostrando-o sendo tocado por um extraterrestre. Ao redor do quadro, há mensagens criptografadas nas paredes.

Menino do Acre foi como ficou conhecido o estudante Bruno de Melo Silva Borges, com a popularização de seu caso de desaparecimento, que ocorreu no dia 27 de março de 2017. Em seu quarto, Bruno deixou diversas mensagens criptografadas, 14 livros escritos à mão e uma estátua do filósofo Giordano Bruno, enquanto seus pais estavam viajando. O caso passou a ser investigado pela Polícia Civil do Acre e a Interpol foi acionada. Além disso, teve ampla repercussão na Internet, gerando memes e investigações online. Durante a investigação da Polícia, foi revelado que Bruno teve ajuda de dois amigos e de um primo para a realização do "projeto", e que Bruno fez um contrato destinando parte da venda dos livros — como TAC - Teoria da Absorção do Conhecimento — para os três.
Bruno voltou para sua casa na madrugada do dia 11 de agosto descalço, debilitado e desidratado. Logo após, passou a corrigir seu livro TAC, que recebeu críticas negativas. Ouvido pelo delegado Alcino Júnior, Bruno disse que "desapareceu por livre e espontânea vontade e que não foi coagido por nenhuma força externa". Ele não revelou o local onde ficou escondido. Até o dia 26 de setembro, 48 dias depois de seu retorno, já havia ganho 13 quilos e disse que estava surpreso com as reações do "projeto". Dois dias depois, Bruno abriu seu quarto, considerado por ele uma "obra de arte", para visitação. Em agosto de 2019 iniciaram-se visitas guiadas e 2025 Bruno se apresentou como coach de projeção astral.
Desde o encontro dos contratos, surgiram diversas acusações de que o caso foi apenas um golpe de marketing para promover os livros de Bruno. A Polícia Civil do Acre e a assessoria da Segurança Pública no Acre declararam que o caso tinha grandes chances de ser uma ação de marketing. As acusações foram negadas por Bruno e por sua mãe Denise Borges. Bruno diz que a principal intenção de seu projeto era "estimular as pessoas a adquirirem  [sic] conhecimento" e que as acusações são feitas pela "mídia sensacionalista". Bruno foi processado, acusado por um amigo de não entregar o dinheiro de lucro dos livros estabelecido em contrato.

## Antecedentes e desaparecimento
Bruno de Melo Silva Borges, ou apenas Bruno Borges, gostava de ler desde a adolescência, preferindo leituras "mais densas". Estudou Administração, Direito e Psicologia, mas não terminou nenhum curso. A partir de 2014, passou a se interessar por filosofia. Na época, Bruno disse a sua mãe, Denise Borges, que necessitava de dinheiro para um projeto. A mãe rejeitou, pois Bruno não revelou sobre o que era esse projeto. Eduardo Veloso, primo dele, transferiu vinte mil reais para Bruno pois acreditava nesse projeto. Segundo Bruno, ele "esta[ria] escrevendo 14 livros que iriam mudar a humanidade de uma forma boa." A produção iniciou em 2013, e a finalização passou a ocorrer a partir de 2016. Para terminá-lo, Bruno pediu um ano sem trabalhar e, orientada por um médico, Denise permitiu.
No dia 1 de março de 2017, os pais de Bruno viajaram. Até aquela data, ele já havia escrito cinco livros, e queria patentear um deles. No período de viagem, ficou trancado em seu quarto por 24 dias, saindo apenas para comer, tendo ficado em casa com o irmão gêmeo Rodrigo Borges e com a irmã mais velha Gabriela Borges, em Rio Branco. No dia 24 de março, Bruno esteve na casa da vizinha Maria do Socorro, sentou-se na calçada e conversou com ela; disse-lhe que estava terminando os livros e que queria ajudá-la e outras pessoas que precisassem.
Em 27 de março, seus pais voltaram da viagem e fizeram um almoço convencional com a família. Mais tarde, o pai, Athos Borges, deixou Bruno na esquina de casa. Este, então, saiu a pé sem documentos ou dinheiro, mas com sua mochila e o armazenamento interno de seu computador. Após andar por mais de um quilômetro, chegou a um ponto de táxi, de onde foi levado pelo motorista Antônio até um motel. No percurso, que durou quinze minutos, Antônio relata que Bruno recebeu uma ligação e que estava ansioso para chegar no local. O motel negou que o estudante estivera no local; acredita-se que ele foi para uma floresta que fica logo atrás do motel, local onde, supostamente, ocorriam "rituais secretos". Além disso, uma costureira relatou que Bruno encomendou três túnicas, junto com o amigo Márcio Gaiote.
Antes de seu retorno, Bruno havia sido visto pela última vez no dia 28 de março de 2017 às 14h29min, correndo na direção de casa, por uma câmera de segurança. No mesmo dia, o G1 publicou a notícia "Família procura por jovem desaparecido há mais de 24 horas em Rio Branco". O pai relatou na matéria que seu filho estava desaparecido desde as 14h do dia anterior. Ele tentou ligar para o celular do filho, sem sucesso, já que estava desligado, e relatou que Bruno nunca havia sumido antes.

## Investigação
O caso passou a ser investigado pela Polícia Civil. O delegado Fabrizzio Sobreira, coordenador da Delegacia de Investigação Criminal (DIC), declarou no dia 29 ao Jornal Acre TV que todas as hipóteses estavam sendo consideradas, mas não deu mais detalhes para não atrapalhar os trabalhos de investigação. No início de abril, foi revelado que no quarto de Borges havia mensagens criptografadas. Athos Borges disse que, preocupado com o desaparecimento do filho, decidiu entrar no quarto dele, que sempre estava trancado. Descobriu assim que em todas as partes do quarto havia mensagens criptografadas. Sem móveis, o quarto tinha uma estátua do filósofo Giordano Bruno, admirado por Bruno, orçada em sete mil reais e com mais de dois metros de altura. Jorge Rivasplata, o escultor da estátua, disse que acredita que Bruno seja a reencarnação do filósofo. De forma similar, usuários da Internet notaram semelhança física entre Bruno e Giordano, bem como o fato de que ambos têm "Bruno" em seu nome. Alguns especularam que Bruno "pode estar tentando terminar as obras do filósofo, trabalho interrompido pela sua morte pela Inquisição".
Bruno também deixou 14 livros escritos à mão, alguns copiados nas paredes, teto e no chão. Todas as obras estavam criptografadas e eram identificadas por números romanos. Em cima de sua bancada, deixou oito dos livros. Segundo o G1, "No quarto, os escritos são feitos de forma impecável, com precisão e simetria, como em uma página de caderno." Apenas em uma parte do quarto havia textos em português, contendo citações de escritores, filósofos e da Bíblia. Além disso, foram desenhados nas paredes e ao redor da estátua diversas simbologias. Havia também um quadro na parede, o qual retrata Bruno sendo tocado por um extraterrestre. Para ajudar a decifrar os códigos, Bruno deixou chaves num lugar visível, que estavam dentro de um canudo, onde normalmente se guardariam diplomas. Essas chaves foram retiradas do Manual do Escoteiro-Mirim.
No dia 8, a polícia disse que estava investigando as possibilidades de Bruno ter saído do Acre. Videomonitoramento foi uma das ferramentas usadas na investigação. Também foi revelado na época que amigos que ajudaram Bruno com o código teriam feito um pacto de sigilo para não revelar mais informações sobre o projeto. Fabrizzio Sobreira relatou que o núcleo de amigos de Bruno era reduzido. Márcio Gaiote, um desses amigos, disse que Bruno havia contado a ele sobre "o desejo de ficar isolado e viver em uma caverna", e disse ainda que Bruno fez jejum por 12 dias enquanto trabalhava nos escritos.
No dia 12 de abril, foi relatado que a família havia identificado cinco códigos diferentes, e que dois livros começaram a ser decodificados no dia 8. Seis dias depois, a Interpol foi acionada. Apesar de não haver indícios de que Bruno tivesse saído do país, a possibilidade não foi descartada para "cobrir todas as linhas de investigação". No dia 19, um amigo de infância de Bruno, Thales Vasconcelos, fez alguns relatos ao G1. Ele ajudou a codificar um dos livros de Bruno, e relatou também que Bruno falava em projeção astral e que havia recebido uma "missão" para escrever os 14 livros. José Furtado de Medeiros, médico e amigo da família, foi procurado por Bruno para ajudar no projeto. Espírita, ele acreditava que Bruno havia sido auxiliado por espíritos e era médium.

### Contratos e encontro dos móveis
No dia 31 de maio, a Polícia Civil prendeu um amigo de Bruno, Marcelo Ferreira, por falso testemunho. O delegado Alcino Júnior disse que estava cumprindo um mandado de busca e apreensão na casa de Marcelo e, lá, encontrou contratos deixados por Bruno destinando parte da venda dos livros codificados para Marcelo, o amigo Mário Gaiote e um primo de Bruno, Eduardo Borges; esta informação foi omitida em depoimento anterior. A polícia também encontrou os móveis do quarto de Bruno, um rack e uma cama na casa de Mário. No celular de Marcelo, foram encontradas mensagens com Márcio Gaiote, dizendo que "ficariam ricos" com a divulgação dos livros codificados de Bruno. Segundo a mãe Denise, ela já sabia da existência dos contratos e que os móveis estavam na casa de Mário. Ela disse que soube que os móveis estavam na casa de Gaiote por meio de uma amiga, encontrando-os no início de maio e abrindo um boletim de ocorrência logo depois. À noite, Marcelo foi liberado.
Após os depoimentos de Marcelo e o encontro dos contratos, a Polícia Civil do Acre afirmou no dia 1 de junho que não trataria mais o caso como crime, dizendo: "Não temos mais responsabilidade sobre esse caso. [...] temos interesse em achá-lo, mas se torna uma coisa secundária. Vamos continuar auxiliando no que for necessário". No dia seguinte, Marcelo foi ouvido novamente, e disse que não havia declarado anteriormente sobre os móveis a pedido de Bruno. Segundo o delegado Alcino Júnior, o inquérito sobre o furto e falso testemunho deveria ser fechado até o dia 7. Márcio Gaiote também foi indiciado, e não compareceu à delegacia para depor. Até o dia 28 de junho, o inquérito ainda não havia sido encaminhado.

## Outras ocorrências

### Publicação de livro
No dia 18 de junho, a família de Bruno fechou um acordo com uma editora para publicar os livros de Bruno, o primeiro sendo TAC - Teoria da Absorção do Conhecimento, em formatos e-book e físico, com previsão de lançamento para "entre os dias 5 e 7 do próximo mês". Grandes editoras tiveram interesse em comprar o conteúdo cifrado, mas o pai Athos disse que percebeu que "o negócio deles era simplesmente dinheiro". Pré-vendas estavam previstas para abrir em 7 de julho através da Infinity Editora. A introdução do primeiro livro de Bruno foi divulgada no dia 5 de julho. A coaching literária Renata Carvalho disse que 15 mil leitores baixaram a introdução naquele dia. TAC foi lançado no dia 20 de julho. Na semana do dia 24 a 30 do mesmo mês, foi o vigésimo livro mais vendido na categoria não ficção. Apesar disso, o livro recebeu críticas negativas.

### Repercussão na Internet
O caso viralizou nas redes sociais depois da publicação de um vídeo do quarto de Bruno, gravado sem autorização da família. Na Internet, Bruno passou a ser chamado de "Menino do Acre", tornou-se um meme da Internet e fez parte dos trending topics brasileiros no Twitter. O desaparecimento inspirou jogos eletrônicos para celular, como Menino do Acre, Encontre o Menino do Acre e Alquimistas do Acre. Investigações também passaram a ocorrer na Internet. Uma dupla de goianos, Igor Rincon, diretor de tecnologia, e Renoir dos Reis, sócio de Igor, usou fotos do quarto de Bruno, divulgadas na Internet, para decifrar códigos que não estavam na chave deixada por Bruno. Igor, que atua na área de soluções para criptografia, se interessou pelo assunto, e quebrou o código em 30 minutos. A dupla criou um site colaborativo, com um teclado virtual online para digitar os símbolos das imagens, convertendo-os em letras. Segundo eles, setenta mil pessoas visitaram o site em um dia. No dia 4 de março, foi criado o grupo no Facebook "Bruno Borges - Estudos", para tentar decodificar as mensagens. Dez dias depois, o grupo contava com 10,4 mil participantes.

## Retorno
Após cinco meses desaparecido, Bruno retornou para sua casa no dia 11 de agosto. Chegou descalço, às 5h22min. Apesar de apertar a campainha, não foi atendido, e teve que esperar por mais de uma hora antes que aparecesse um vizinho para ligar para o pai de Bruno, Athos, que veio até a porta. A segunda casa que visitou foi a de sua vizinha Maria do Socorro, que disse que Bruno "estava debilitado e descalço". No mesmo dia, o delegado Alcino Júnior disse que Bruno não iria responder criminalmente e que a família também não deveria ser responsabilizada. Na Internet, o retorno inspirou outros memes e fez com que "Acre" fosse para os trending topics brasileiros no Twitter novamente. A mãe Denise publicou em seu Facebook que a volta de Bruno foi um milagre concedido por Nossa Senhora da Conceição Aparecida. Ele não revelou onde ficou escondido. Logo após voltar para casa, Bruno passou a corrigir o livro TAC, alegando que o mesmo tinha sido publicado com trechos traduzidos erroneamente. No dia 15, Bruno foi ouvido pelo delegado Alcino Júnior, dizendo que "desapareceu por livre e espontânea vontade e que não foi coagido por nenhuma força externa".
No dia 26 de setembro, Bruno recebeu em casa a equipe do G1. Desde seu retorno até a data, foi de 51 a 64 quilos. Ele relatou que retornou desidratado e precisou recorrer ao soro. Sobre as reações do caso e seu livro, disse:
| “ | Como eu não tinha contato com nada e eu sempre tive muita fé nesse projeto eu esperava que a reação fosse outra. Apesar de que, nos meus próprios estudos, falo que quem inova tende a ter uma reação meio hostilizadora, mas não estava preparado e fiquei um pouco surpreso com as reações, porque as minhas intenções foram boas. | ” |

Dois dias depois, Bruno abriu seu quarto para visitação, considerado por ele como uma obra de arte. Disse ainda que tinha material para vinte novos livros. Márcio Gaiote processou Bruno no dia 9 de janeiro de 2018, alegando que não recebeu dinheiro de lucro dos livros, estabelecido em contrato. Três dias depois, Bruno mandou mensagens a seu pai, dizendo que tinha errado ao vender TAC. Entre outras coisas, disse: "Você vai dizer que vai publicar todas as minhas obras gratuitas, e que tudo o que eu escrever irá ser gratuito pelo resto da minha vida". No dia 27 de fevereiro, a defesa de Márcio Gaiote pediu na Justiça os extratos bancários de Bruno.
Em agosto de 2019, Bruno abriu o quarto novamente, para visitas guiadas. Em 2025, Bruno reapareceu como coach de projeção astral.

## Acusações de golpe demarketing
Acusações de que o desaparecimento de Bruno era apenas uma jogada de marketing para promover seu livro existem desde o encontro dos contratos no dia 31 de maio. Devido a isso, a Polícia Civil do Acre disse no dia seguinte que, além de não tratar mais o caso como crime, tinha "fortes indícios" de que o desaparecimento era uma ação de marketing para impulsionar a divulgação de seus livros. A mãe, Denise, respondeu: "Não se trata de uma jogada de marketing. Eu já sabia da existência dos contratos. Aqueles meninos ajudaram o Bruno. Qual o problema ele fazer um contrato para ajudar amigos que o ajudaram?" Com a volta de Bruno no dia 11 de agosto, a assessoria da Segurança Pública no Acre encerrou o caso como uma "versão de golpe de marketing planejado". Na Internet, algumas pessoas defenderam que a polícia deveria enquadrar Bruno por mobilizar a polícia sem necessidade, e outras deram força à mãe Denise. Bruno negou as acusações e disse que seu maior objetivo com o projeto era "estimular as pessoas a adquirirem  [sic] conhecimento", e que se isolou para "encontrar a verdade" dentro de si. Em seu website oficial, Bruno diz:
| “ | A mídia sensacionalista, que cada vez mais vem perdendo sua credibilidade por reportar histórias através da criação de algo ofensivo em busca de uma grande audiência, passou uma ideia de que o autor elaborou todo um plano para ficar rico e famoso com livros de filosofia, e, mediante estas falsas acusações, o autor mostrou judicialmente que os ganhos com seu projeto foram mínimos, não compensando sequer o custo de seu desenvolvimento. | ” |